# Kotys VII
Kotys VII (gr.: Κότυς, Kótys) (zm. 18 p.n.e.) – astejski król Tracji od 31 p.n.e. Syn astejskiego króla Tracji Sadalasa II oraz Polemokracji.
Kotys należał do dynastii astejsko-odryskiej. Objął tron po śmierci starszego brata Sadalasa III w 31 r. Panował nad częścią Odrysów jako sprzymierzeniec rzymski.
Tracja i linia Dunaju były terenem ciągłego konfliktu z powodu buntów plemion trackich osiadłych na południe od rzeki lub z powodu najazdów z północy. W r. 29/28 p.n.e. Rzymianie pod wodzą Marka Licyniusza Krassusa, namiestnika Macedonii wyruszyli przeciwko, Bastarnom, którzy przekroczyli Dunaj i plądrowali ziemie Tryballów i Dardanów. Rzymianom udało zmusić ich do wycofania się za rzekę. W czasie trwania kampanii Krassus spotkał się z wrogim nastawieniem trackich Medów i Sardów, uchodzących za sojuszników. Wykorzystał okazję, by ujarzmić Bessów w Rodopach. Wojna była prowadzona w trudnych warunkach. Rzymianie mogli liczyć tylko na Odrysów przebywających w południowo-wschodniej części Tracji. Odrysowie byli jednak osłabieni wewnętrznymi problemami. W ich łonie bowiem trwał konflikt między liniami dynastycznymi astejsko-odryską (Kotys VII) i sapejską (Remetalkes I).
Po śmierci Kotysa VII w r. 18 p.n.e. nowym królem został syn Reskuporis II, panujący do 11 p.n.e.